# ناحیه ایگل ولی، شهرستان تاد، مینه سوتا
ناحیه ایگل ولی (به انگلیسی: Eagle Valley Township) یک منطقهٔ مسکونی در ایالات متحده آمریکا است که در شهرستان تاد، مینه‌سوتا واقع شده‌است.
 ناحیه ایگل ولی ۹۱٫۰ کیلومتر مربع مساحت و ۵۷۰ نفر جمعیت دارد و ۴۲۰ متر بالاتر از سطح دریا واقع شده‌است.